# 近藤蕉肝
近藤 蕉肝（こんどう しょうかん、1949年3月30日－）は、日本の哲学者、俳人。専攻は記号学、連句。本名：近藤 正（こんどう ただし）。成蹊大学名誉教授、社団法人連句協会常任理事、落柿舎保存会評議員、宗教法人義仲寺保存会総代、連句国連発起人、伊勢原連句会主宰。

## 学歴
- 1972年 京都外国語大学 英米語学科 卒業
- 1974年 京都外国語大学 修士課程修了
- 1977年 コロンビア大学 ティーチャーズカレッジ 修士課程修了
- 1985年 南イリノイ大学 哲学部博士課程 単位取得満期退学

## 職歴
- 1979年 - 1983年 産業能率大学 講師
- 1982年 - 1983年 ランカスター大学 英国文化振興会研究員
- 1986年 - 1991年 東海大学外国語教育センター 助教授
- 1992年 - 2014年 成蹊大学経済学部 教授
- 1998年 ^ 2000年 ハーバード大学東アジア言語文明学部 客員研究員

## 人物
- 1949年、宮崎県日南市生まれ。
- 1969年 - 1972年の3年間、京都嵯峨野の落柿舎に書生として住み込み、俳句を学ぶ。
- 東明雅に連句を、浜千代清に連歌を学ぶ。
- ハロルド・G・ヘンダーソン（コロンビア大学教授）、ウィリアム・J・ヒギンソン（アメリカ俳句協会会長）と交流があったことから、コロンビア大学へ留学。その後、南イリノイ大学にて、言語学・哲学を専攻。
- 1975年 - 1976年、ニューヨークでジョン・ケージの交響曲「RENGA（連歌）」の作曲を手伝い、1996年から連句を舞台芸術に発展させた「連句パフォーマンス」を始める。
- 山田孝雄の俳諧文法とノーム・チョムスキーの生成普遍文法を融合させた、言葉を作り出すメカニズムには人類に普遍的な文法が存在するという、「普遍俳諧文法」、記号学を取り入れた「世界連句」などの研究がある[1][2][3]。

## 著書
- 「真言密教：解脱の記号学」 『東海大学紀要外国語教育センター』（第12号）、1992年
- 「“Shorter Renku,” with William J. Higginson, in Frog Pond (17-4)」  Haiku Society of America, pp. 10-15. 1994年
- 「「世界連句：芭蕉精神の普遍性」 『イロニア』 新学社、1996年
- 「ソロー 72候：1852年の場合」 『アジア太平洋研究』 成蹊大学、2013年
- 「世界へ飛んだ蛙：蕉から地球俳句へ」 里文出版、2014年

## 編書
- 「伊勢原の心敬」 伊勢原連句会、2006年
- 「芭蕉絶句の心：福田眞久追悼集」 落柿舎、2006年
- 「連聯：国交回復40周年記念日中国際連句訪中記」 竹田竹梵共編、連句国連、2013年
- 「連句曼荼羅：聖俗の超時空」 竹田竹梵共編、連句国連、2014年